# Mitsubishi B2M
Mitsubishi B2M — серийный палубный бомбардировщик-торпедоносец Императорского флота Японии 1930-х годов.

## История создания
В 1927 году фирма Mitsubishi, не довольная характеристиками палубного торпедоносца Mitsubishi B1M, обратилась к командованию Императорского флота с предложением разработки нового самолёта. В отличие от В1М, разработанного в Японии (хотя и при содействии британских конструкторов под руководством Герберта Смита), этот заказ на конкурсной основе был вполне размещён в Англии.
На конкурс было представлено 3 варианта самолётов. Первый, 3MR3, представленный Гербертом Смитом (англ. Herbert Smith), который работал по контракту с фирмой Mitsubishi. Второй, 3MR4, был представлен фирмой Blackburn Aircraft; третий, 3MR5, представила фирма Handley Page.
Победителем вышел проект фирмы Blackburn. Представленный самолёт, Blackburn T. 7B, был по существу увеличенной модификацией серийного английского торпедоносца Blackburn Ripon. Самолёт совершил первый полёт в декабре 1929 года. Испытания были удачными, и вскоре опытный образец с комплектом документации был отправлен в Японию. На протяжении 1930-32 годов в Японии было построено ещё 3 прототипа с небольшими изменениями.
При запуске самолёта в серийное производство возникли определённые трудности, к тому же, командование флота долго не могло решить, какие именно задачи должен выполнять новый самолёт. Все это задержало выпуск самолёта. В конце концов, самолёт был принят на вооружение в начале 1933 года как торпедоносец под названием «Палубный штурмовик Тип 89 Модель 1» (или В2М1).

## Модификации
- Blackburn T. 7B — прототип, построенный фирмой «Blackburn Aircraft»
- Mitsubishi 3MR4 — прототип, построенный в Японии (3 экз.)
- Mitsubishi B2M1 — первая серийная версия
- Mitsubishi B2M2 — улучшенная серийная версия с уменьшенным размахом крыльев и изменённым хвостовым оперением

## История использования
Самолёты Mitsubishi B2M несли службу на авианосцах «Хосё», «Акаги» и «Кага», а также на береговых аэродромах. Они не смогли заменить предыдущую модель В1М. В 1935 году их выпуск был прекращён, а в серийное производство запустили новый самолёт Yokosuka B3Y, который, также не стал основным палубным бомбардировщиком-торпедоносцем. В результате, на начало японо-китайской войны в 1937 году флот использовал три различных типа бомбардировщиков-торпедоносцев.
Участие Mitsubishi B2M в боевых действиях была ограниченным — в течение августа 1937 года самолёты с «Кага» оказывали поддержку японским войскам, которые высадились в районе Шанхая. Тогда же появились первые потери. 15 августа 1937 года, во время очередного налёта, самолёты Mitsubishi B2M были атакованы китайскими истребителями. Потери японцев составили 6 самолётов, ещё 2 самолёта сели на воду. Погиб командир эскадрильи и его заместитель. Таким образом, «Кага» за один вылет потерял 2/3 своих торпедоносцев. После этого авиагруппа «Кага» была переформирована, а устаревшие Mitsubishi B2M были заменены на новые Yokosuka B4Y. Часть самолётов Mitsubishi B2M ещё некоторое время использовался в лётных школах как учебные.

## Описание конструкции
Mitsubishi B2M был трёхместным бипланом с двигателем Hispano-Suiza Type 51-12Lbr, мощностью 625 л. с. Силовой набор был металлическим, крылья и хвостовое оперение было полотняное, носовая часть самолёта была обшита дюралюминием. В нижнем крыле были размещены воздушные мешки, которые обеспечивали плавучесть самолёта в случае приземления на воду.
Экипаж состоял из 3 человек: пилот, радист и стрелок-наблюдатель (в случае применения самолёта как разведчика) или 2 человека (в варианте торпедоносца). Самолёт был вооружён двумя 7,7-мм пулемётами, один из которых был неподвижный, направленный вперёд, с синхронизатором, а другой — в турели стрелка.
Самолёт мог нести одну 800-кг торпеду и 6 осветительных бомб (при этом экипаж сокращался до 2 человек, а запас топлива — с 765 до 380 литров). Обычно самолёт нёс две 100-кг бомбы и несколько лёгких бомб.
Во время серийного производства двигатель был заменён на Hispano-Suiza 12Lbr V-12, мощностью 650 л. с. В 1934 году была запущена в производство улучшенная модификация «Палубный штурмовик Тип 89 Модель 2» (или В2М2). У неё был уменьшен размах крыльев и установлено новое хвостовое оперение треугольной формы. Самолёт стал быстрее, но в целом его характеристики почти не изменились.
Всего было выпущено 206 самолётов всех модификаций.

## Тактико-технические характеристики (B2M1)

### Технические характеристики
- Экипаж: 2-3 человек
- Длина: 10,27 м
- Высота: 3,70 м
- Размах крыльев: 15,22 м
- Площадь крыльев: 55,00 м²
- Масса пустого: 2 260 кг
- Масса снаряжённого: 3 600 кг
- Двигатели: Hispano-Suiza 12Lbr V-12
- Мощность: 650 л. с.

### Лётные характеристики
- Максимальная скорость: 213 км/ч
- Практический потолок: 4 500 м
- Дальность полёта: 1 779 км

### Вооружение
- Пулемётное: 2×7,7-мм пулемёта
- Бомбовая: 1×800-кг торпеда или до 800 кг бомб

## Ссылка
- На Викискладе есть медиафайлы по теме Mitsubishi B2M